# Slag bij Leuktra

Boven: Traditionele slagorde van hoplieten en opmars.
Beneden: Epaminondas's strategie bij Leuctra. De sterke linkervleugel rukte meer op dan het zwakkere centrum en de rechtervleugel. Het rode blok toont de plaatsing van de elitetroepen in elke hoplieten-formatie.

De Slag bij Leuktra vond plaats de 6 juli 371 v.Chr.. De slag werd uitgevochten tussen Sparta, onder leiding van koning Cleombrotus I, en Thebe, onder leiding van Epaminondas. Thebe won de slag, dankzij de invoering van een nieuw tactisch middel, de zogenaamde scheve falanx (falanx = slagorde), waarmee Epaminondas zijn naam vestigde als militair genie. Ook het heldhaftig gedrag van het Thebaanse keurkorps, de Heilige Schare speelde een rol.
De hegemonie van Sparta was voorgoed gebroken en de "Tien Jaren" van de hegemonie van Thebe waren begonnen. Na de Tweede Slag bij Mantinea in 362 v.Chr. tegen een door Athene en Sparta geleide coalitie, was die alweer ten einde, omdat Epaminondas hierbij sneuvelde, al werd de slag gewonnen. Macedonië werd toen te hulp geroepen, wat de hegemonie van deze opkomende mogendheid ten goede kwam.